# Wilhelm Wagner (Philologe)

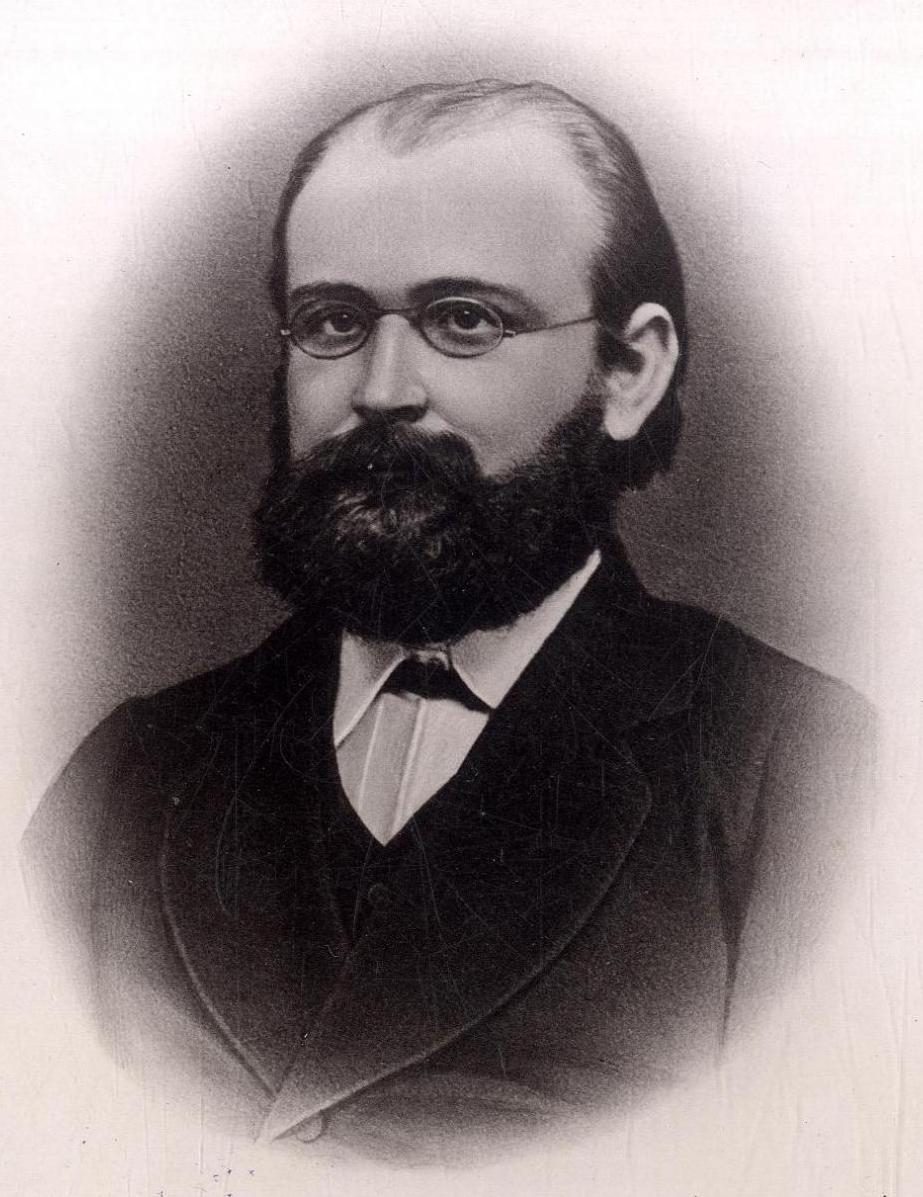
Wilhelm Wagner

Wilhelm Wagner (* 11. Mai 1843 in Steinau bei Hanau; † 15. April 1880 in Neapel) war ein deutscher Klassischer Philologe, Neogräzist und Gymnasiallehrer.
Wagner besuchte das von dem Altphilologen und Pädagogen Johannes Classen geleitete Städtische Gymnasium in Frankfurt am Main und studierte von 1861 an zunächst in Berlin, dann in Bonn Klassische Philologie. 1864 wurde er mit einer Dissertation über den Komödiendichter Plautus bei Friedrich Ritschl eximia cum laude promoviert. Es folgte ein sechsjähriger Aufenthalt in England, zunächst als Hauslehrer bei deutschen Familien in Manchester, von 1867 als Privatgelehrter in London. 1870 nahm er auf Berufung durch Johannes Classen, der dorthin gewechselt war, eine Stelle als ordentlicher Lehrer an der Gelehrtenschule des Johanneums in Hamburg an. 1879 erhielt er einen halbjährigen Urlaub, um in italienischen Bibliotheken nach mittelgriechischen Handschriften zu suchen. Auf dieser Reise erkrankte er an einer Lungenentzündung, schließlich am Typhus und verstarb daran im Alter von 36 Jahren. Er ist auf dem Cimitero degli Inglesi in Neapel beigesetzt.
Seine Forschungen hatten drei Schwerpunkte: 1. die Plautusforschung (verschiedene Arbeiten widmete er Terenz, einem weiteren Komödiendichter, und dem Philosophen Platon), 2. die Erforschung volkstümlicher Sprachdenkmäler des griechischen Mittelalters sowie 3. Shakespeare und seine Zeit.

## Schriften (Auswahl)
- T. Maccius Plautus, Trinummus. Deutsch in den Versmaßen der Urschrift. Frankfurt am Main 1861.
- De Plauti Aulularia. Bonn 1864 (Dissertation)
- T. Macci Plauti Aulularia with Notes and an Introduction. Cambridge 1866, 2. Auflage 1876; Nachdrucke 1887, 1892, 1901.
- P. Terenti Comoediae. With Notes Critical and Exegetical, an Introduction and Appendix. Cambridge 1869.
- P. Terenti Comoediae. Guilelmus Wagner relegit et emendavit. Cambridge 1869.
- Πλάτωνος Ἀπολογία Σωκράτους καὶ Κρίτων. Plato’s Apology of Socrates and Crito. With Notes Critical and Exegetical, Introductory Notices and a Logical Analysis of the Apology. Cambridge 1869. Überarbeitete und berichtigte Ausgabe 1876. Nachdruck 1892.
- Medieval Greek texts. Being a Collection of the Earliest Compositions in Vulgar Greek, prior to the Year 1500. Edited with Prolegomena and Critical Notes. London 1870.
- Πλάτωνος Φαίδων. Plato’s Phaedo. With Notes Critical and Exegetical and an Analysis. Cambridge 1870.
- T. Macci Plauti Trinummus. With Notes Critical and Exegetical. Cambridge 1872, 2. Auflage 1875, Nachdruck 1881.
- P. Terenti Hauton Timorumenos. Berlin 1872.
- Carmina Graeca medii aevi. Leipzig 1874.
- T. Macci Plauti Menaechmi. With Notes Critical and Exegetical and an Introduction. Cambridge 1878. Nachdruck 1887.
- A book of German Dactylic Poetry. Cambridge 1878
- Ἀλφάβητος τῆς ἀγάπης. Das ABC der Liebe, eine Sammlung rhodischer Liebeslieder. Zum ersten Male herausgegeben, metrisch übersetzt und mit einem Wörterbuche versehen. Leipzig 1879.
- Dimitrios Vikelas (Hrsg.): Trois poèmes grecs du moyen-âge inédits. Berlin 1881